# افشین دانشیان
افشین دانشیان یکی از بازیکنان فوتبال ایران است. این بازیکن در طول در دوران حضورش، در تیم‌های مختلفی من‌جمله ابومسلم و شاهین بوشهر مشارکت داشته‌است.

## پیوند ب بیرون
- افشین دانشیان بایگانی‌شده  در ۲ سپتامبر ۲۰۱۵ توسط Wayback Machine  در متافوتبال
- افشین دانشیان در فیفیری